# Premierzy Zambii

## Lista premierów Zambii
| Osoba                                                     | Osoba                       | Osoba                         | Kadencja                    | Kadencja                    | Partia polityczna           |
| #                                                         | Portret                     | Imię i Nazwisko               | Od                          | Do                          | Partia polityczna           |
| Premierzy Rodezji Północnej                               | Premierzy Rodezji Północnej | Premierzy Rodezji Północnej   | Premierzy Rodezji Północnej | Premierzy Rodezji Północnej | Premierzy Rodezji Północnej |
| --------------------------------------------------------- | --------------------------- | ----------------------------- | --------------------------- | --------------------------- | --------------------------- |
| 1                                                         |                             | Kenneth Kaunda (1924–)        | 22 stycznia 1964            | 24 października 1964        | UNIP                        |
| Premierzy Zambii                                          |                             |                               |                             |                             |                             |
| urząd zniesiony (24 października 1964 – 25 sierpnia 1973) |                             |                               |                             |                             |                             |
| 1                                                         |                             | Mainza Chona (1930–2001)      | 25 sierpnia 1973            | 27 maja 1975                | UNIP                        |
| 2                                                         |                             | Elijah Mudenda (1927–2008)    | 27 maja 1975                | 20 lipca 1977               | UNIP                        |
| (1)                                                       |                             | Mainza Chona (1930–2001)      | 20 lipca 1977               | 15 czerwca 1978             | UNIP                        |
| 3                                                         |                             | Daniel Lisulo (1930–2000)     | 15 czerwca 1978             | 18 lutego 1981              | UNIP                        |
| 4                                                         |                             | Nalumino Mundia (1927–1988)   | 18 lutego 1981              | 24 kwietnia 1985            | UNIP                        |
| 5                                                         |                             | Kebby Musokotwane (1946–1996) | 24 kwietnia 1985            | 15 marca 1989               | UNIP                        |
| 6                                                         |                             | Malimba Masheke (1941–)       | 15 marca 1989               | 31 sierpnia 1991            | UNIP                        |
| Urząd zniesiony 31 sierpnia 1991                          |                             |                               |                             |                             |                             |